# Стэннард, Элоиза Гарриет
Элоиза Гарриет Стэннард (1829—1915) — английская художница, специализировавшаяся на натюрмортах. Являлась представительницей Нориджской школы.

## Биография
Элоиза Стэннард была дочерью художника Альфреда Стэннарда (1806—1899), и племянницей Джозефа Стэннарда; оба — яркие пейзажисты Нориджской школы. В семье Альфреда было 14 детей. О жизни Элоизы известно немногое, обучалась она, вероятно, у своего отца вместе с кузиной Эмили Стэннард (1803—1885). Вела уединённый образ жизни и предпочитала камерный жанр. Первая её выставка прошла в 1852 году в Британском институте в Лондоне, а в 1856 году её работы экспонировались в Королевской академии художеств. До конца жизни она участвовала ещё в 30 выставках, которые проходили с неизменным коммерческим успехом — распродавались все экспонированные картины. С 1873 года (после смерти матери), она вынуждена была управлять большим семейством, и несколько снизить свою продуктивность. Однако она продолжала писать картины вплоть до кончины в 1915 году. Элоиза Стэннард умерла незамужней и бездетной.

## Стиль. Тематика
Элоиза Гарриет Стэннард писала исключительно натюрморты маслом на холсте. Чаще всего она изображала фрукты, а не цветы. Изображаемые предметы были помещены в чаши, вазы или корзины, причём очень характерен контраст между сдержанными тонами фона и яркими цветами плодов на переднем плане. Подчас она изображала экзотические для Восточной Англии XIX века фрукты: ананасы, гранаты и проч. Сохранились её счета торговцам фруктами, что до некоторой степени характеризует её творческий метод. Иногда на фруктах находятся мелкие птицы или насекомые. Ранние её картины относительно сдержанные по колориту, но после 1864 года она начинает писать яркими красками, акцентируя внимание на глянцевитость и сочность фактуры.
Крупнейшая коллекция её произведений находится в Норвичском музее-замке; достаточно много её картин находятся в частных собраниях Норвича.